# Lafia
Lafia là thành phố ở miền trung Nigeria, thủ phủ bang Nassarawa. Lafia có trữ lượng than đá lớn. Thành phố này được kết nối bằng đường sắt với cảng Harcourt về phía nam và thành phố Kano về phía bắc. Lafia là một bộ phận của khu vực văn hóa Hausa. Thành phố này được thành lập vào đầu thế kỷ 18 và đã là kinh đô của vương quốc Hausa, sau đó đã trở thành một thành phố thương mại quan trọng đầu thế kỷ 20 sau khi bị con trai của vua Hồi giáo Sokoto, lãnh đạo của một đế quốc ở phía bắc Nigeria. Lafia đã là một trung tâm buôn bán vải, muối ăn và nô lệ.

## Khí hậu
| Dữ liệu khí hậu của Lafia (1991–2020)    | Dữ liệu khí hậu của Lafia (1991–2020) | Dữ liệu khí hậu của Lafia (1991–2020) | Dữ liệu khí hậu của Lafia (1991–2020) | Dữ liệu khí hậu của Lafia (1991–2020) | Dữ liệu khí hậu của Lafia (1991–2020) | Dữ liệu khí hậu của Lafia (1991–2020) | Dữ liệu khí hậu của Lafia (1991–2020) | Dữ liệu khí hậu của Lafia (1991–2020) | Dữ liệu khí hậu của Lafia (1991–2020) | Dữ liệu khí hậu của Lafia (1991–2020) | Dữ liệu khí hậu của Lafia (1991–2020) | Dữ liệu khí hậu của Lafia (1991–2020) | Dữ liệu khí hậu của Lafia (1991–2020) |
| Tháng                                    | 1                                     | 2                                     | 3                                     | 4                                     | 5                                     | 6                                     | 7                                     | 8                                     | 9                                     | 10                                    | 11                                    | 12                                    | Năm                                   |
| ---------------------------------------- | ------------------------------------- | ------------------------------------- | ------------------------------------- | ------------------------------------- | ------------------------------------- | ------------------------------------- | ------------------------------------- | ------------------------------------- | ------------------------------------- | ------------------------------------- | ------------------------------------- | ------------------------------------- | ------------------------------------- |
| Cao kỉ lục °C (°F)                       | 40 (104)                              | 42 (108)                              | 42.2 (108.0)                          | 42 (108)                              | 40 (104)                              | 36.8 (98.2)                           | 34.5 (94.1)                           | 41 (106)                              | 35 (95)                               | 37 (99)                               | 40 (104)                              | 39 (102)                              | 42.2 (108.0)                          |
| Trung bình ngày tối đa °C (°F)           | 35.6 (96.1)                           | 37.6 (99.7)                           | 38.2 (100.8)                          | 36.2 (97.2)                           | 33.5 (92.3)                           | 31.6 (88.9)                           | 30.6 (87.1)                           | 30.0 (86.0)                           | 30.8 (87.4)                           | 32.4 (90.3)                           | 35.2 (95.4)                           | 35.6 (96.1)                           | 33.9 (93.0)                           |
| Trung bình ngày °C (°F)                  | 27.3 (81.1)                           | 30.1 (86.2)                           | 32.0 (89.6)                           | 30.9 (87.6)                           | 29.0 (84.2)                           | 27.6 (81.7)                           | 26.9 (80.4)                           | 26.5 (79.7)                           | 26.8 (80.2)                           | 27.8 (82.0)                           | 28.1 (82.6)                           | 26.8 (80.2)                           | 28.3 (82.9)                           |
| Tối thiểu trung bình ngày °C (°F)        | 19.0 (66.2)                           | 22.6 (72.7)                           | 25.8 (78.4)                           | 25.7 (78.3)                           | 24.5 (76.1)                           | 23.5 (74.3)                           | 23.2 (73.8)                           | 23.0 (73.4)                           | 22.9 (73.2)                           | 23.2 (73.8)                           | 21.0 (69.8)                           | 18.0 (64.4)                           | 22.7 (72.9)                           |
| Thấp kỉ lục °C (°F)                      | 11 (52)                               | 10.8 (51.4)                           | 15 (59)                               | 18 (64)                               | 17 (63)                               | 16 (61)                               | 19.7 (67.5)                           | 18.2 (64.8)                           | 19 (66)                               | 17 (63)                               | 13.5 (56.3)                           | 10.5 (50.9)                           | 10.5 (50.9)                           |
| Lượng Giáng thủy trung bình mm (inches)  | 1.6 (0.06)                            | 4.8 (0.19)                            | 12.4 (0.49)                           | 87.2 (3.43)                           | 157.1 (6.19)                          | 214.8 (8.46)                          | 239.1 (9.41)                          | 309.0 (12.17)                         | 235.7 (9.28)                          | 143.6 (5.65)                          | 5.1 (0.20)                            | 0.1 (0.00)                            | 1.410,4 (55.53)                       |
| Số ngày giáng thủy trung bình (≥ 1.0 mm) | 0.1                                   | 0.3                                   | 0.8                                   | 4.4                                   | 7.9                                   | 10.1                                  | 12.1                                  | 14.4                                  | 13.4                                  | 8.0                                   | 0.5                                   | 0.0                                   | 72.1                                  |
| Độ ẩm tương đối trung bình (%)           | 37.4                                  | 38.8                                  | 52.4                                  | 69.0                                  | 78.6                                  | 82.7                                  | 84.7                                  | 86.3                                  | 85.6                                  | 82.9                                  | 63.3                                  | 45.1                                  | 67.2                                  |
| Nguồn: NOAA                              |                                       |                                       |                                       |                                       |                                       |                                       |                                       |                                       |                                       |                                       |                                       |                                       |                                       |